# Плессен, Отто фон
Барон Отто фон Плессен (дат. Otto baron von Plessen, 1816—1897) — датский государственный деятель, дипломат; посол Дании в Российской империи в 1846—1866 годах.

## Биография
Происходил из древнего мукленбурго-голштинского дворянского рода фон Плессен. Родился 09 ноября 1816 года в имении Зирхаген в семье датского камергера и тайного конференц-советника Моргенса Иоахима фон Плессена (1782—1853), получившего в 1830 года титул владетельного графа фон Шель-Плессен, и Маргареты Вильгельмины фон Хедеманн (1788—1854). Был третьим ребёнком в семье. Его два старших брата, Вульф владетельный граф фон Шель-Плессен и Карл граф фон Шель-Плессен, также были государственными деятелями. Как младший сын владетельного графа, с 1830 года имел титул барона.
До 29 сентября 1836 года учился в гимназии Катаринеум в Любеке, затем изучал право в университетах Бонна и Киля. В 1838 году он стал членом студенческой ассоциации Корпус Боруссия Бонн. После окончания учебы он поступил на дипломатическую службу королевства Дания. В 1841 году начал службу в датском посольстве в Санкт-Петербурге, в 1843 году был назначен секретарем дипломатической миссии, в 1846 году занял пост поверенного в делах и в июне 1849 года был назначен на пост датского посланника и полномочного министра при российском дворе.
Он участвовал в переговорах об особом мире от 2 июля 1850 года по результатам Датско-прусской войны, по которому Дания сохранила довоенные границы.
Весной 1866 года, накануне Германской войны, в попытке избежать войны он безуспешно возглавил секретную дипломатическую миссию к графу Отто фон Бисмарку.
Последним государственным актом, в котором он участвовал, была свадьба принцессы Дагмар и великого князя Александра Александровича, которая состоялась 9 ноября 1866 года. 1 декабря 1866 года он был уволен в отставку по собственному прошению, оставил датскую службу и до своей смерти жил в Баден-Бадене.
Умер 3 апреля 1897 года в Баден-Бадене.

## Награды
- Орден Святой Анны 2-й степени (15 января 1844, Российская империя)[4]
- Орден Святой Анны 1-й степени (10 марта 1851, Российская империя)[5]
- Титулование Превосходительство
- Орден Даннеброг большой крест (1856, королевство Дания)
- Тайный конференц-советник (1862)
- Орден Слона (1876, королевство Дания)

## Семья
9 мая 1853 года женился на княжне Варваре Сергеевне Гагариной (1825—1893), дочери обер-гофмейстера князя Сергея Сергеевича Гагарина (1795—1852) и княгини Изабеллы Адамовны Гагариной, урожденной графини Валевской (1800—1886).
На свадьбе, которая по просьбе императрицы состоялась в часовне Зимнего дворца, присутствовали император и вся императорская семья, а граф К. Нессельроде, близкий родственник невесты, выступил в роли посажёного отца жениха. В браке родился один ребенок:
- барон Сергей Жозеф фон Плессен[дат.] (1860—1912) — датский дипломат и камергер[6].

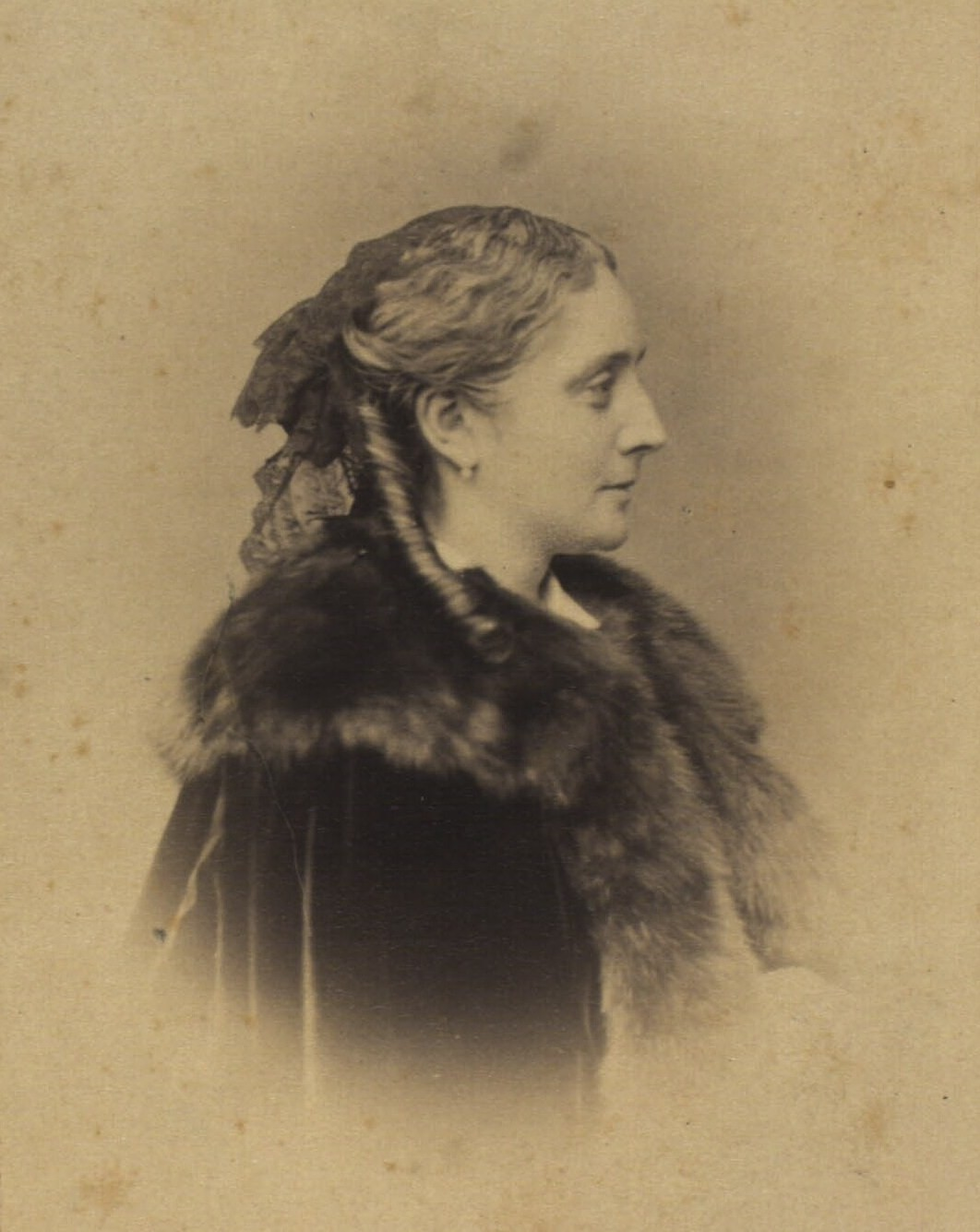
Фото княжны Варвары Сергеевны Гагариной, 1850-е гг.